# Hardy Mertens

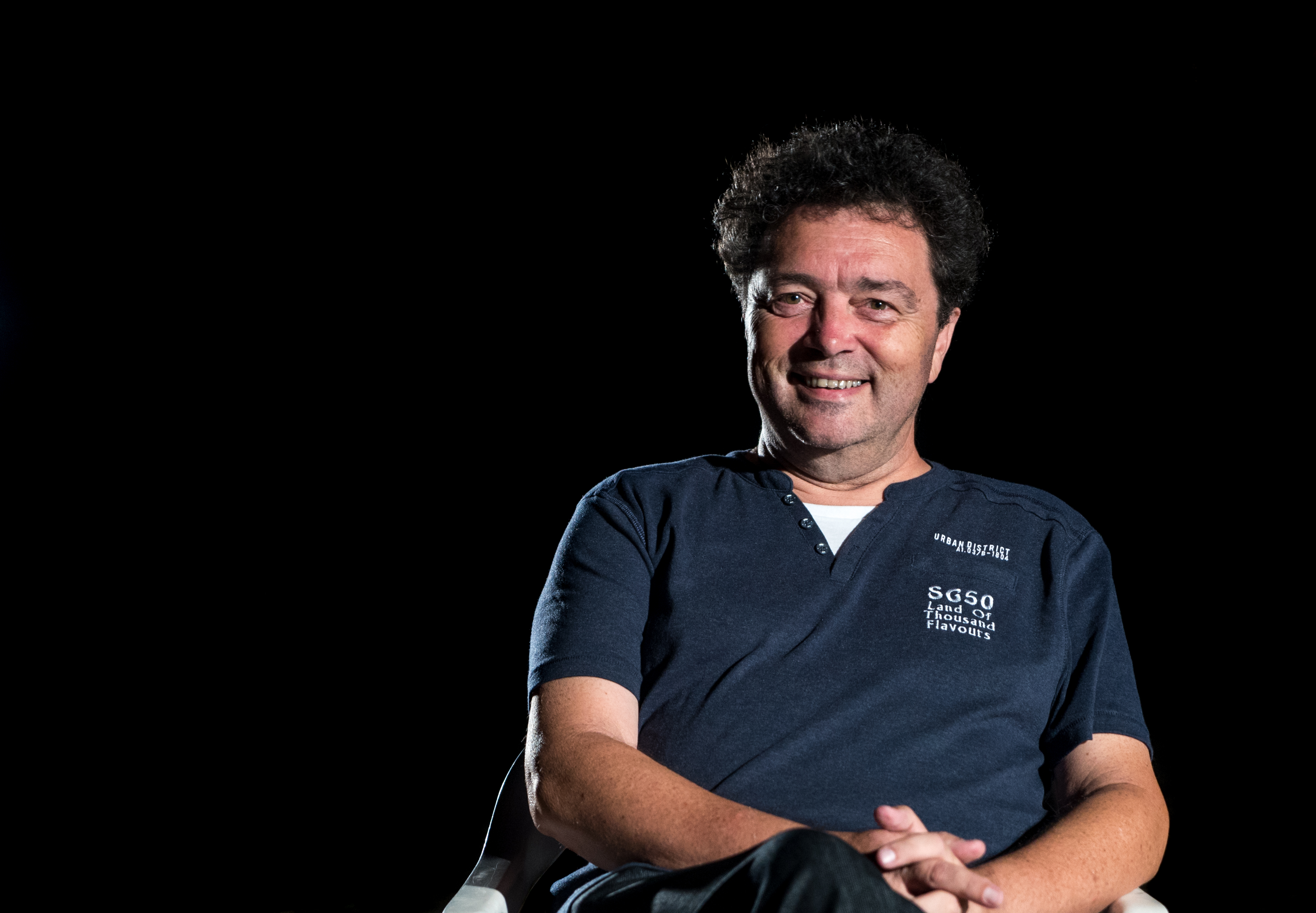
Hardy Mertens

Hardy Mertens (* 20. Februar 1960 in Nieuwenhagen), vollständiger Name: Hendrick Anna Christiaan Hardy Mertens, ist ein zeitgenössischer niederländischer Komponist.
Mertens absolvierte ein Studium der Musikwissenschaften an der Reichs-Universität Utrecht und diplomierte mit einer Problemanalyse für das niederländische Blasorchesterwesen. Danach studierte er am Konservatorium in Utrecht Blasorchester-Direktion bei Gerrit Fokkema und Komposition bei Hans Kox. Schon recht früh schuf er einige Kompositionen für Blasorchester und erhielt dazu Aufträge diverser Einrichtungen, wie z. B. SONMO, dem Fonds der Tonkünstler und dem regionalen Blasmusikverband der Provinz Limburg. Darüber hinaus engagierte er sich als Dirigent verschiedener Blasorchester. Er folgte Einladungen nach Singapur und Japan, wo er ein erfolgreicher Promotor niederländischer authentischer Bläserwerke, nicht zuletzt auch seiner eigenen Kompositionen, war.

## Werke

### Werke für Orchester
- 1979 Duodecimet no. 1 für 12 Streicher

### Werke für Kammermusik
- 1979 Scyths für 2 Euphonia und 2 Bass-Tuben
- 1979 Trio für Flöte, Oboe und Klarinette
- 1986 Museum für Trompete, Posaune und Piano

### Werke für Blasorchester
- 1981 Pegasus, opus 88
- 1981 Ideoplastiek, opus 92
- 1982 Die Strafe der Geschwister Rein und Pur liegt in ihnen selber, opus 100 für Bariton und Symphonisches Blasorchester
- 1982 Three times the Ear takes over from the Eye, opus 107 für Klarinette-Quartett und Blasorchester
- 1983 Zodiac, Limit for the Lion, opus 109a
- 1983 Shocked, Paralised and Thrilled, opus 116 für Akkordeon und Blasorchester
- 1983 Poème de L'Eau, opus 120 für Symphonisches Blasorchester
  - 1. La mer
  - 2. Le lac
  - 3. La rivière
- 1983 A Jazzrock Sonata opus 123
- 1984 Queen of Sheba opus 125 Sinfonische Dichtung für Englischhorn und Symphonisches Blasorchester
- 1984 Nulli Cedo opus 130 für Brass-Band
- 1984 Nulli Cedo opus 130A für Fanfare-Orchester
- 1985 Symphony Nr. 1 "Voice of Mind" opus 133 für Alt, Bariton und Symphonisches Blasorchester
  - 1. Introduction and meditation
  - 2. Caccia
  - 3. Requiem
  - 4. Pallavi
  - 5. Rondo skolion
- 1986 Nirvana's Touch opus 136 für Fanfare-Orchester
  - 1. The awakening from a material dream
  - 2. The beauty of wisdom
  - 3. Through the gate of enlightenment
- 1986 Konzert für Klarinette und Symphonisches Blasorchester opus 137
  1. Circe
  2. Aphrodite
  3. Medusa
- 1986 Hubbub, a Circus Gallopade opus 138 für Pianola-Solo und Blasorchester
- 1987 Walhalla opus 140
  - 1. The warrior's preparation
  - 2. The terrible battle
  - 3. The walkyre's reward
  - 4. The services to Odin
- 1987 Armaggeddon opus 141
  1. The Gathering of People
  2. The Four Horsemen
  3. The Four Winds
  4. The Complete Silence
  5. The Seven Trumpets of Doom
  6. The Final Judgement
  7. Epilogue - Revelation 21
- 1987 Maori opus 142 für Flügelhorn-Solo und Blasorchester
- 1987 The Three Storms  (Sang Tsè Tai Fung) opus 143 "In memoriam Henk Badings" für drei Alt-Saxophone und Blasorchester
- 1987 Aragorn opus 144
  - 1. On the run from the Ringwraiths
  - 2. The love for Arwen Evenstar
  - 3. The battle at Helm's Deep
  - 4. The summoning of the host of ghosts
  - 5. The feast on the field of Cormallen
- 1987 The Ainur opus 146
  - 1. Lórien
  - 2. Melkor
  - 3. Manwë
  - 4. Aulë
  - 5. Oromë
  - 6. Tulkas
  - 7. Ulmo
  - 8. Mandos
- 1988 Fiefoerniek opus 147
- 1988 Awareness, Soundtrack to the movie opus 148
- 1989 Symphony Nr. 2 "Revelations" opus 153 für Mezzosopran, Männerchor und Symphonisches Blasorchester
  1. Fear and fury
  2. Hallucination
  3. Le cri de ralliement;  Text entlehnt aus Le vedette du Limbourg, veröffentlicht am 27. Dezember 1838 in Hasselt, Belgien
  4. Carnival
- 1989 Ritual opus 154
- 1989 Da pacem domine opus 155 basierend auf den Introitus Hebdomadae Vigesima Quarta
- 1989 Leonardus Rex opus 156
- 1990 Cantico di Frate sole opus 156 basierend auf einen Text des Franz von Assisi
- 1990 Pushing the Limits opus 160
  1. Perseverance
  2. Success
  3. Reflection
  4. Expansion
- 1990 Sonetto opus 161 für Brass-Band
- 1991 Säntis "a solitary walk on a Swiss mountain"  opus 162 für Fanfare-Orchester
- 1991 Arnoldo Paso-doble
- 1991 The Singapore Experience opus 165
- 1991 Bam, Bam opus 166
- 1992 Requiem for a captive Condor opus 173
- 1993 The Eighteen Levels of Hell    für Fanfare-Orchester
- 1994 The heavenly flute player and the dragon king opus 182
- 1995 Poseidon opus 185 für Horn und Symphonisches Blasorchester
  1. Poseidon arises from the sea
  2. Voyages in the golden carriage
  3. The creation of the first horse
  4. The adultery with Medousa
  5. The wrath of Athena
  6. The love for Gaia
  7. Poseidon's undisputed divinity
- 1995 Kykládes opus 186
  1. Paros
  2. Syros
  3. Mykonos
  4. Naxos
  5. Santorini
- 1996 Ballroom bamboozles
  1. Samba
  2. Waltz
  3. Blues
  4. Trot
  5. Square Dance
- 1996 Xenia Sarda opus 197
- 1998 L' arco dell'angelo
- 1998 Cante jondo Choreografische Fragmente für Blasorchester
- 1998 Psalm 19 für Klarinetten-Quartett und Fanfare-Orchester
- 1999 Adagio für Symphonisches Blasorchester
- 1999 Lest we forget für Mezzosopran und Blasorchester
- 1999 U mundu drentu a ti (Il mondo dentro te) Sinfonische Dichtung auf einen aus Sardinien in sieben Sätzen für Sopran und Blasorchester
  1. Cusci vexin e cusci luntan
  2. Ôia prufûmmau
  3. Mô tûrcaize
  4. Drentu a ti
  5. Ox_lli e farchetti
  6. Lûxe d'argentu
  7. Cusci luntan e cusci vexin
- 2001 Variazioni sinfoniche su "Non potho reposare" canto della nostalgia
- 2001 Prayer
- 2001 Once I was a dreamer für Fanfare-Orchester
- 2002 Louice and Blue eyes für Alt-Saxophone und Blasorchester
- All the mouth-watering meals for flashing flora, the nimble naughty hungry ghost on the loose für Symphonisches Blasorchester und sechs traditionelle chinesische Percussion-Instrumente
- Aphrodite
- 2004 Iris Konzertwerk für Sinfonisches Blasorchester

### Vokalmusik
- 1979 Kwarttonale ode für gemischten Chor